# Nedymnos (Kentaur)

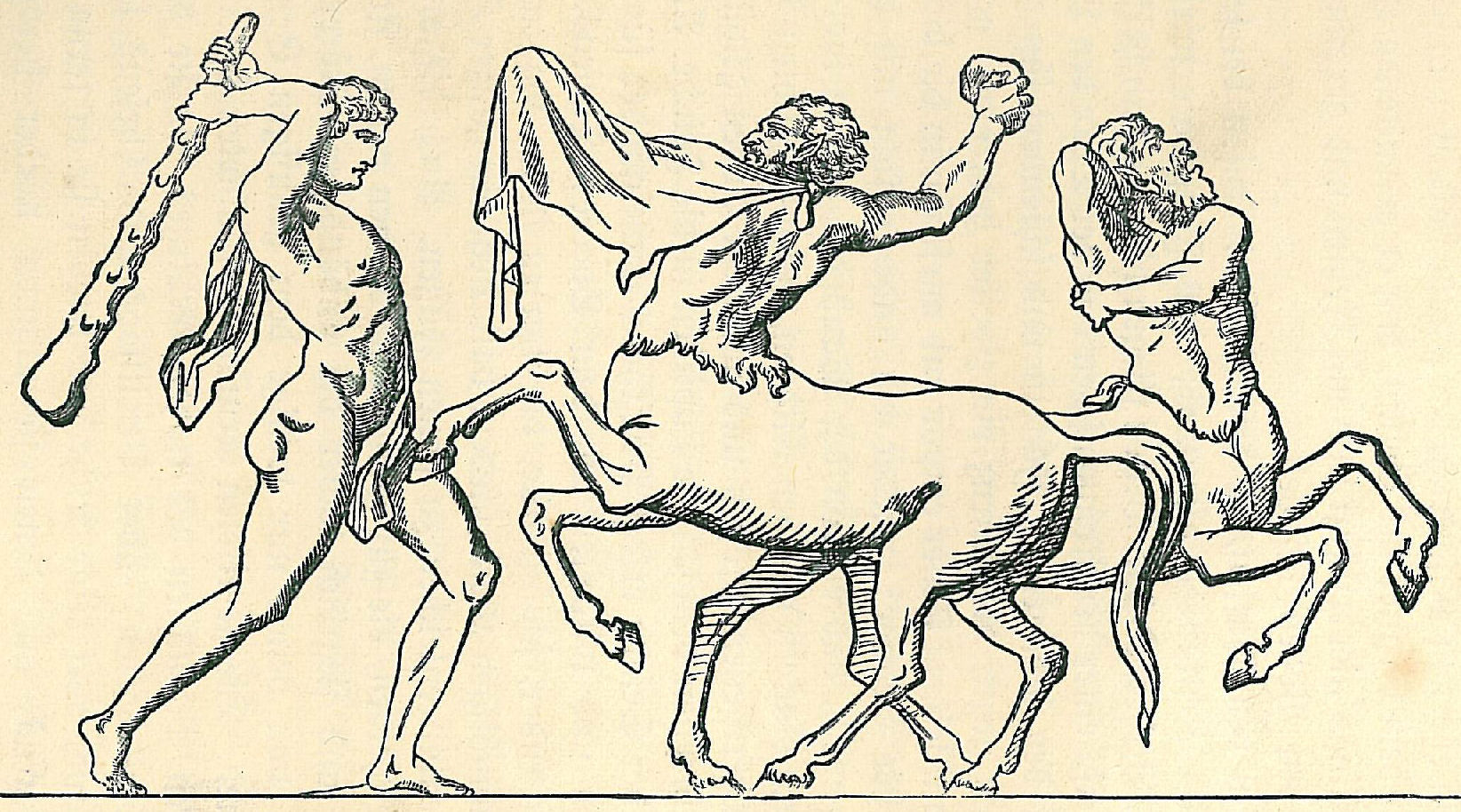
Theseus erschlägt einen Kentauren „mit dem knotigen Eichenknüppel“.

Nedymnos ist ein Kentaur der griechischen Mythologie. In der Kentauromachie auf der Hochzeit des Lapithen Peirithoos wird er von Theseus getötet. Einzige Quelle ist das zwölfte Buch der ovidschen Metamorphosen.

## Name
Das Hapaxlegomenon kommt vom griechischen Νήδυμνος, Nḗdymnos, lateinisch und deutsch mit abweichender Betonung Nedýmnus; weitere Varianten: Νήδυμος, Nḗdymus (Voß), Nedímnus, Nedýmius.
Nach Roscher bedeutet er „der sich nicht duckende von νή- (nḗ-) und δύω (dýō).“ Der Name gehört damit zu den anthropomorphen Kentaurennamen, denn aus den Geistern der Gebirgswälder und -bäche „sind wilde und furchtbare Halbmenschen geworden, die Kampf und Jagd lieben.“ Er trägt also einen Jäger- oder Kriegernamen, passend zu seinem Einsatz im Kampf gegen die Lapithen.

## Mythos
Theseus kämpft auf Seite der Lapithen mit einem Eichenknüppel (342: Material quernus, Eiche; 350: Form robur, Kernholz, Kantholz, Knüppel usw.) gegen die Kentauren und tötet damit hintereinander mehrere, darunter den Nedymnus. Er zerschmettert den Arm des Aphareus und
„mit dem knotigen Eichenküppel zerschmettert er auch die knochigen Schläfen (des Bianor),

mit dem Eichenknüppel erschlägt er den Nedymnus und den Schleuderer Lykotas (= Lycopes).“
„robore nodoso praeduraque tempora fregit,

robore Nedymnum iaculatoremque Lycopen

sternit.“
Theseus setzt seine Siegesserie fort und erschlägt noch den Hippasus, Ripheus und Thereus.
Sein Name hebt ihn aus der Herde heraus, er bleibt aber ohne Kampfeinsatz, ohne Epitheton ein Dutzend-Kentaur unter vielen. Auch seine Pferdenatur nützt ihm nichts, er hat keine Chance, auch die Flucht bleibt ihm verwehrt. Zusammen mit den anderen niedergehauenen Kentauren dient er nur als Folie für das  „heldenhafte“ Agieren des Theseus. Dies wird figürlich verstärkt durch die zweimalige Spitzenstellung der Waffe (robore), durch den Parallelismus (robore ... fregit, robore ... sternit) und das Enjambement (sternit), das die Wucht des fregit am Versende noch einmal erhöht, der Knüppel saust schwungvoll von oben nach unten und mäht die Kentauren in einem pausenlosen Angriff nieder.